# Mary Pearcey
Mary Eleanor Pearcey, auch Mary Piercy, (* 26. März 1866 in Ightham, Kent; † 23. Dezember 1890 in London) war eine Engländerin, die wegen der Ermordung der Ehefrau ihres Liebhabers und deren Kindes zum Tode verurteilt und hingerichtet wurde.

## Biographie

### Mordfall und Urteil
Mary Pearcey wurde als Mary Eleanor Wheeler geboren. Den Namen Pearcey nahm sie an, als sie mit dem Zimmermann John Charles Pearcey zusammenlebte. Später zog sie mit dem Möbelpacker Frank Hogg zusammen, der mindestens eine weitere Geliebte hatte, Phoebe Styles. Nachdem Styles schwanger geworden war, heiratete Hogg sie. Die Familie lebte in Kentish Town in London. Styles brachte eine Tochter zur Welt, die ebenfalls den Namen Phoebe erhielt.
Am 24. Oktober 1890 besuchte Phoebe Hogg mit ihrem Baby Mary Pearcey auf deren Einladung hin. Gegen vier Uhr nachmittags hörten die Nachbarn Schreie und laute Geräusche. Am Abend des Tages wurde die Leiche von Phoebe Hogg auf einem Müllhaufen in Hampstead gefunden. Ihr Schädel war zertrümmert und ihr Kopf fast vom Körper abgetrennt worden. Etwa eine Meile entfernt wurde ein schwarzer Kinderwagen gefunden, dessen Polster mit Blut getränkt waren. Der Leichnam des 18 Monate alten Kindes wurde in Finchley aufgefunden; das Mädchen war offenbar erstickt worden.
Mary Pearcey war von Zeugen gesehen worden, wie sie nach Einbruch der Dunkelheit einen Kinderwagen durch die Straßen von Nordlondon schob. Die Polizei durchsuchte ihr Haus und fand Blutspritzer an Wänden und Decke, an einem Rock und einer Schürze sowie verfilzte Haare und Blut auf einem Kaminschürhaken und einem Tranchiermesser. Als sie von der Polizei befragt wurde, sagte sie, sie habe ein Problem mit Mäusen und versucht, diese zu töten.
Mary Pearcey wurde des Mordes angeklagt. Sie beteuerte ihre Unschuld, wurde jedoch zum Tode verurteilt und am 23. Dezember 1890 im Newgate-Gefängnis gehängt.

### Rezeption
Der Mordfall Pearcey erregte damals große Aufmerksamkeit in der Öffentlichkeit. Das Londoner Wachsfigurenkabinett Madame Tussauds fertigte eine Wachsfigur von Pearcey für seine Chamber of Horrors (Kammer der Schrecken) an und kaufte auch den Kinderwagen sowie die Einrichtung von Pearceys Küche an. Als die Ausstellung bei Tussauds eröffnet wurde, zog sie 30.000 Menschen an. Die Schlinge, mit der Pearcey erhängt wurde, ist im Schwarzen Museum von Scotland Yard zu sehen.
Mary Pearcey wurde, wie andere Mörder in der viktorianischen Zeit, wenn auch als einzige Frau, verdächtigt, Jack the Ripper zu sein. Unter denjenigen, die diesen Verdacht hegten, befand sich etwa der Inspektor der London Metropolitan Police Frederick Abberline. Arthur Conan Doyle, der Schöpfer von Sherlock Holmes, spekulierte damals, dass der Ripper weiblich gewesen sein könnte, da eine Frau sich als Hebamme hätte ausgeben und in der Öffentlichkeit in blutiger Kleidung gesehen werden können, ohne Verdacht zu erregen oder aufzufallen. Diese Theorie wurde 1939 von William Stewart in seinem Buch Jack the Ripper: A New Theory gestützt, in dem Pearcey ausdrücklich mit den Verbrechen in Verbindung gebracht wird.
Im Mai 2006 ergab ein DNA-Test, dass der Speichel auf Briefmarken, die auf Briefen klebten, die angeblich von Jack the Ripper an Londoner Zeitungen geschickt wurden, von einer Frau stammte. Dies führte zu neuerlichen Spekulationen über Mary Pearcey (Jill the Ripper) und ihr Verbrechen in der internationalen Presse.